# Porubszky István
Porubszky István János, vagy közismert nevén Potyka bácsi (Kispest, 1931. július 31. – 2016. április 8.) magyar szabadságharcos az 1956-os forradalom idején, aki a kispesti ellenállás vezéralakja volt.
A forradalom bukásakor Kanadába emigrált, ahol tájképeket festett, a rendszerváltáskor azonban visszatért Magyarországra.
A BRFK 1958. december 16-ai jelentése szerint a kerület forradalmi ifjúsági szervezetét, az úgynevezett gyorsreagálású "K. csoportot" vezette a forradalom Nemzetőrségén belül és csoportja a harcokban komoly ellenálló volt. 

## 1956-os szerepe
Saját elbeszélése szerint a forradalom kitörésekor a Hungária Jacquard Szövőgyár művezető-helyettese volt. Október 23-án megtagadta a munkát, és a kispesti Tanácsháza előtt gyülekező tüntetőkhöz csatlakozott, akik a helyi forradalmi bizottság tagjává választották. (Ennek elnöke Mikófalvy Lajos ügyvéd volt.)
Első fegyveres akciója alkalmával társaival, köztük tisztiiskolásokkal elvágták a szovjet hírszerzés Soroksári úti kommunikációs vonalát. Fegyvereiket a kispesti rendőrségtől szerezték. Később nagy harc árán kiszorították a szovjeteket a kispesti gránitgyárból. Többször keveredtek harcba a Kispesten keresztül a városközpont felé igyekvő szovjet erőkkel, köztük páncélosokkal.
A november 4-ei szovjet támadásnak a gyengén felfegyverzett kispesti csoportok nem tudtak ellenállni. Potyka bácsi a harcban először fej-, majd combsérülést szerzett. Miután ellátták a sebeit, november közepéig másokkal együtt tovább harcolt. Ausztria felé november 28-án hagyta el az országot. Sebfertőzéssel Linzben, majd Nyugat-Németországban kórházban kezelték. Családja egy része – felesége, kisfia, édesanyja a Fertő-tavon keresztül szintén átszökött és vele tartott Kanadába. Lányát a rokonoknál hagyták....